# أخدرية مالاغاشية
أخدرية مالاغاشية (الاسم العلمي: Oenothera macrosceles) هو نوع نباتي يتبع جنس الأخدرية من الفصيلة الأخدرية.